# 지다 깃대
지다 깃대는 사우디아라비아 지다의 압둘라 국왕 광장에 서 있는 깃대이다. 지다 깃대는 2014년부터 세계에서 가장 높이가 큰 깃대이다. 2014년 9월 23일 사우다아라비아 건국절에 제막식을 열고 사우디아라비아의 국기를 게양했다. 지다 깃대의 높이는 170m로, 타지키스탄의 두샨베 깃대가 세웠던 이전 기록인 165m를 돌파했다. 그 밖의 이전 기록은 아제르바이잔 국립 깃대의 162m, 조선민주주의인민공화국 기정동 마을 판문점 깃대의 160m, 투르크메니스탄 아슈하바트 깃대의 133m였다. 깃발의 무게는 570kg이고, 길이는 49.5m에 너비 33m이다.

## 위치
지다 깃대는 지다 북로와 맞닿아 있는 압둘라 국왕 광장에 위치해 있다. '두 성전의 파수꾼 광장'이란 이름으로도 알려진 이 압둘라 국왕 광장은 총면적 26,000제곱미터를 차지하며, 그 원점에 깃대가 서 있다. 전체적으로 두 자루의 칼과 야자나무, 즉 사우디아라비아의 문장을 나타내고 있다. 그밖에 다른 시설들의 면적은 9,000제곱미터에 달하며, 깃대는 13개의 특수조명으로 둘러싸여 있는데 사우디아라비아의 13개 주를 상징한다.

## 건설과 특이점
깃대 건설 공사는 2014년 9월 시작됐고,  압둘 라티프 자멜 커뮤니티 이니셔티브와 알바브테인 전력통신 주식회사와의 협력으로 진행됐다. 지다 깃대는 철강 500톤으로 지어졌으며 원통 모양이다. 총높이 170m에 깃발은 무게 570kg이며, 길이 49.5m에 너비 33m다. 완공식은 2014년 9월 23일에 열렸고 이날부터 사우디아라비아 국기가 깃대에 게양됐다.
| 기록             | 기록                                    | 기록             |
| ---------------- | --------------------------------------- | ---------------- |
| 이전 두샨베 깃대 | 세계 최장 깃대 2014년 9월 ~ 2021년 12월 | 이후 카이로 깃대 |